# Vincenzo Ciabarri
Vincenzo Ciabarri (Prata Camportaccio, 21 febbraio 1952) è un politico italiano.

## Biografia
Già funzionario del Partito Comunista Italiano. Dal 1985 è consigliere comunale a Sondrio per il PCI. È poi stato eletto alla Camera dei deputati per due legislature, restando in carica dal 1987 al 1994 nelle liste prima del Partito Comunista Italiano e poi del Partito Democratico della Sinistra. Ha fatto parte della Commissione affari esteri e comunitari. 